# Job d'Antioche
Pour les articles homonymes, voir Job.
Job d'Antioche est patriarche melkite d'Antioche de 813/814-844/845.
En révolte contre l'empereur byzantin Michel II l'Amorien, Thomas le Slave conclut une alliance avec le calife abbasside Al-Mamûn ; ce dernier lui permet de se rendre à Antioche, où il est couronné empereur par le patriarche iconodoule Job (le patriarcat d'Antioche rejette l'iconoclasme à cette époque). Le patriarche de Constantinople Antoine Cassymatas excommunie ce dernier pour ce couronnement, vraisemblablement à la demande de Michel II.